# Natasha Kanapé Fontaine
 (juillet 2024).
La mise en forme du texte ne suit pas les recommandations de Wikipédia : il faut le « wikifier ».
Les points d'amélioration suivants sont les cas les plus fréquents. Le détail des points à revoir est peut-être précisé sur la page de discussion.
- Les titres sont pré-formatés par le logiciel. Ils ne sont ni en capitales, ni en gras.
- Le texte ne doit pas être écrit en capitales (les noms de famille non plus), ni en gras, ni en italique, ni en « petit »…
- Le gras n'est utilisé que pour surligner le titre de l'article dans l'introduction, une seule fois.
- L'italique est rarement utilisé : mots en langue étrangère, titres d'œuvres, noms de bateaux, etc.
- Les citations ne sont pas en italique mais en corps de texte normal. Elles sont entourées par des guillemets français : « et ».
- Les listes à puces sont à éviter, des paragraphes rédigés étant largement préférés. Les tableaux sont à réserver à la présentation de données structurées (résultats, etc.).
- Les appels de note de bas de page (petits chiffres en exposant, introduits par l'outil «  Source ») sont à placer entre la fin de phrase et le point final[comme ça].
- Les liens internes (vers d'autres articles de Wikipédia) sont à choisir avec parcimonie. Créez des liens vers des articles approfondissant le sujet. Les termes génériques sans rapport avec le sujet sont à éviter, ainsi que les répétitions de liens vers un même terme.
- Les liens externes sont à placer uniquement dans une section « Liens externes », à la fin de l'article. Ces liens sont à choisir avec parcimonie suivant les règles définies. Si un lien sert de source à l'article, son insertion dans le texte est à faire par les notes de bas de page.
- La présentation des références doit suivre les conventions bibliographiques. Il est recommandé d'utiliser les modèles {{Ouvrage}}, {{Chapitre}}, {{Article}}, {{Lien web}} et/ou {{Bibliographie}}. Le mode d'édition visuel peut mettre en forme automatiquement les références.
- Insérer une infobox (cadre d'informations à droite) n'est pas obligatoire pour parachever la mise en page.

Pour une aide détaillée, merci de consulter Aide:Wikification.
Si vous pensez que ces points ont été résolus, vous pouvez retirer ce bandeau et améliorer la mise en forme d'un autre article.
Pour les articles homonymes, voir Fontaine.
Natasha Kanapé Fontaine, née en 1991 à Baie-Comeau, est une écrivaine, poétesse, traductrice, peintre, artiste multidisciplinaire et militante autochtone francophone. Elle fait partie de la communauté innue de Pessamit. Elle a remporté le Prix des écrivains francophones d’Amérique pour son recueil N'entre pas dans mon âme avec tes chaussures.

## Biographie

### Vie privée
Née à Baie-Comeau en 1991, Natasha Kanapé Fontaine a grandi avec ses grands-parents à Pessamit, sur la Côte-Nord, avant de déménager à Baie-Comeau avec ses parents. Ce fut un grand défi pour Kanapé Fontaine, qui, jusqu’à l’âge de six ans, ne  parlait qu'innu. Elle a graduellement dû apprendre le français au détriment de l’innu et, à l'adolescence, a pris conscience qu'elle ne parlait plus que français à l'école et à la maison,. Elle remarque également que ses parents n’utilisent plus que le français entre eux. Elle décide alors, par urgence identitaire, de se reconnecter à ses racines, entre autres, grâce à l'art. C'est par l'art qu'elle a su libérer et exprimer cette colère identitaire qu'elle avait en elle, et c'est « en réapprenant l’innu-aimun qu’elle a enfin assumé son identité autochtone,». Elle cite parmi ses influences Leanne Betasamosake, Nadia Myre, Rebecca Belmore, Samian, Naomi Fontaine et Joséphine Bacon.

### Slam et poésie
Natasha Kanapé Fontaine commence sa carrière en tant que slameuse. Elle publie un premier recueil de poésie, N'entre pas dans mon âme avec tes chaussures chez Mémoire d’encrier en 2012, pour lequel elle remporte le Prix des écrivains francophones d’Amérique (anciennement connu sous le nom de Prix de la Société des écrivains canadiens).  En 2014, elle publie Manifeste Assi chez le même éditeur, et elle est finaliste pour le Prix Émile Nelligan,. Toujours chez Mémoire d’encrier paraît Bleuets et abricots en 2016, finaliste au Grand prix du Salon du livre de Montréal, « le début d’un cycle fort d’écriture marqué par la fin d’un exil identitaire. Dès lors, l’idée d’être trois femmes à la fois (grand-mère, mère et fille) apparaît plus clairement dans sa production. », ainsi que le rapport intergénérationnel entre femmes,. Son quatrième recueil de poésie, Nanimissuat Île-tonnerre, parait en 2018. Elle coécrit un essai qui traite du racisme entre Autochtones et Allochtones avec Deni Ellis Béchard, Kuei, Je te salue. Conversation sur le racisme, qui paraît en 2020 chez Écosociété. Son premier roman Nauetakuan : un silence pour un bruit est publié l’année suivante aux Éditions XYZ. Nauetauan, qui signifie  « le bruit s’entend de très loin », se veut un hommage aux survivants des pensionnats et à leurs descendants, sa grand-mère étant elle-même une survivante,. La même année, elle remonte sur scène pour mettre en lumière sa nouvelle œuvre: Nui Pimuten. Je veux marcher, un spectacle qui allie slam, poésie et chanson, ainsi qu’un mini album, Nui Pimuten I.
Kanapé Fontaine cite l’écrivaine innue An Antane Kapesh comme modèle: « C’est elle qui m’a donné la flamme revendicatrice, qui m’a inspiré pour ne pas avoir peur de parler. J’ai lu son livre à dix-sept ans et je me suis dit : “Si une femme innue pense comme ça, je peux me permettre de le faire aussi” ». Elle a interprété le texte de Kapesh, Eukuan nin matshi-manitu innushkueu / Je suis une maudite Sauvagesse, en innu-aimun dans le cadre Festival TransAmériques, dans une mise en scène de Charles Bender,.

### Militance
Kanapé Fontaine milite pour les droits environnementaux et contre la discrimination et le racisme: « Au cœur de sa démarche artistique se trouve la volonté de démanteler le racisme et de rassembler les peuples autour de valeurs communes. Cette volonté s’illustre par un glissement vers des territoires intimes où le corps est un corps-nation. » Elle dit avoir été grandement influencée dans sa militance par le documentaire de Richard Desjardins, Le peuple invisible. Elle est représentante du mouvement autochtone pancanadien Idle No More avec qui elle a voyagé au Québec, au Canada et à l’international en tant que poète-slameuse et conférencière,. À la suite du décès de Joyce Echaquan à l’hopital de Saint-Charles-Borromée, elle signe, avec 36 femmes autochtones une lettre ouverte pour demander au premier ministre François Legault, de reconnaître l’existence du racisme systémique. En 2017 elle reçoit le Prix Droits et Libertés de la Commission des droits de la personne et des droits de la jeunesse du Québec pour sa poésie et son engagement social,.

Entre autres dans son poème Cri qu'on retrouve dans son recueil N'entre pas dans mon âme avec tes chaussures, on peut lire un réel cri de mécontentement et de douleur.
« Je suis une Amérique blessée 

qui a oublié le nom de sa naissance

partout le mensonge de la conquête

partout l’arrogance, partout l’obsession

d’être le vainqueur. »

### Télévision
Kanapé-Fontaine a interprété le personnage d'Eyota Standing Bear dans la série Unité 9,. D’abord hésitante à incarner le personnage, « craignant de reproduire à l'écran le stéréotype de la femme autochtone incarcérée, elle a réalisé qu'il lui permettrait de porter à plus grande échelle la parole des femmes autochtones ». En 2020, elle participe à l'émission de télévision documentaire Encré dans la peau dans laquelle elle se fait tatouer et explique sa vision de cet art corporel,. La même année parait le documentaire Nin E Tepueian-Mon cri du réalisateur Santiago Bertolino, qui porte sur l’art et les réflexions de Kanapé Fontaine,.

### Baladodiffusion
Kanapé-Fontaine a participé à des baladodiffusions : Le Cabaret des variétés littéraires et Signal nocturne ,,.

## Œuvres

### Poésie
- N'entre pas dans mon âme avec tes chaussures, Montréal, Mémoire d'encrier, 2012, 75 p.  (ISBN 9782897120214)
- Manifeste Assi, Montréal, Mémoire d'encrier, 2014, 87 p.  (ISBN 9782897121990)
- Bleuets et abricots, Montréal, Mémoire d'encrier, 2016, 81 p.  (ISBN 9782897123727)
- Nanimissuat Île-tonnerre, Montréal, Mémoire d'encrier, 2018, 127 p.  (ISBN 9782897125561)
- J'achève mon exil par un retour tremblant, Malvezie, Dépaysage, 2024, 127 p.  (ISBN 9782902039586)

### Essai
- avec Deni Ellis Béchard, Kuei, Je te salue. Conversation sur le racisme, Montréal, Écosociété, 2020, 203 p.  (ISBN 9782897196967)

### Nouvelles
- « J'ai brûlé toutes les lettres de mon prénom », dans Amun (dirigé par Michel Jean), La Roche-sur-Yon, Dépaysage, 2019, 200 p.  (ISBN 9782902039029)
- « Kanatabe Ishkueu », dans Michel Jean (dir.), Wapke, Montréal, Stanké, 2021 p. 69-86.  (ISBN 9-78276041-279-8)

### Romans
- Nauetakuan: un silence pour un bruit, Montréal, Éditions XYZ, 2021 (ISBN 9782897723279) ; Nauetakuan, Malvezie, Dépaysage, 2023  (ISBN 9782902039449)

### Traductions
- Leanne Betasamosake Simpson, Cartographie de l'amour décolonial, traduit de l'anglais par Natasha Kanapé Fontaine et Arianne Des Rochers, Montréal, Mémoire d'encrier, 2018, 151 p.  (ISBN 9782897125653)

### Musicographie
- 2021 : Nui Pimuten I

### Spectacles
2021 - Je suis une maudite Sauvagesse, mise en scène de Charles Bender
2021 - Nui Pimuten. Je veux marcher

## Filmographie

### Télévision
- 2017 :  Unité 9 : Eyota Standing Bear
- 2020 : Encré dans la peau
- 2020 : Nin E Tepueian-Mon cri de Santiago Bertolino
- 2021 : Porteur de plumes de Sophie Fortier

### Cinéma
- 2020 : Les Vieux Chums de Claude Gagnon : Alanis

## Prix et honneurs
- 2013 : Prix des écrivains francophones d’Amérique, N'entre pas dans mon âme avec tes chaussures[1]
- 2015 : Finaliste au Prix Émile-Nelligan, Manifeste Assi[26]
- 2016 : Finaliste au Grand Prix du Salon du Livre de Montréal, Bleuets et abricots[9]
- 2017 : Prix Droits et Libertés 2017 de la Commission des droits de la personne et des droits de la jeunesse du Québec[8]
- 2018 : Invitée d’honneur au Salon du livre de Trois-Rivières[27]
- 2018 : Invitée d’honneur au Salon du livre de l’Abitibi-Témiscamingue[28]
- 2018 : Poète à l’honneur au Marché de la poésie de Paris[29]
- 2019 : Parmi les portraits des vingt-et-une Montréalaises exceptionnelles qui se démarquent sur les plans social, scientifique et culturel[30]
- 2024 : Nomination Artiste autochtone de l’année à l’ADISQ[31]